# 潮州恒爱堂
潮州恆愛堂，全称潮州市基督教恒爱堂，简称恒爱堂，是中国广东省潮州市基督教會市區主教堂。

## 历史

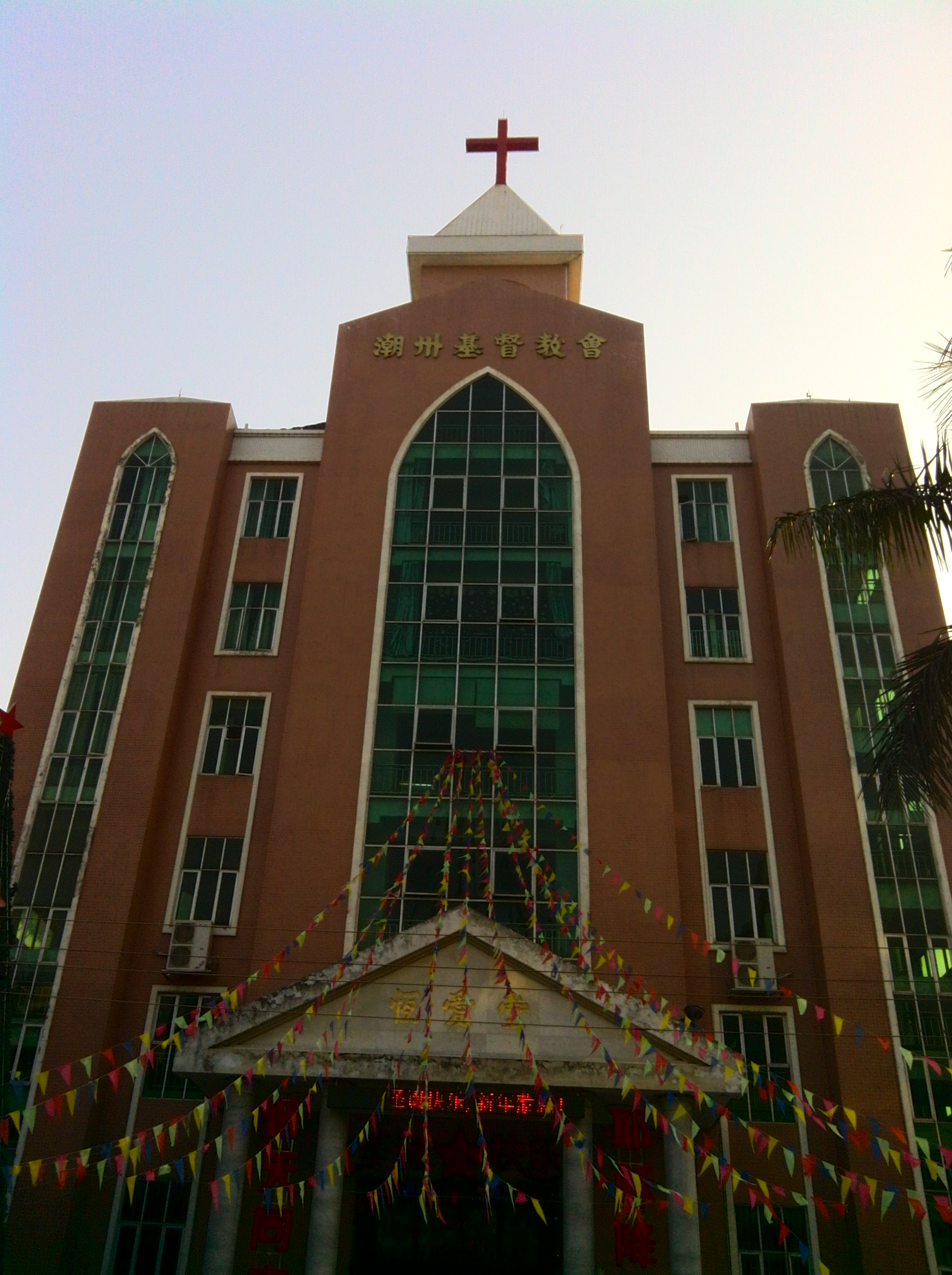
基督新教恒爱堂

1848年（清道光二十八年）德国巴色会差会和瑞士信徒组织的崇真会派牧师黎力基到潮安龙湖传教，但不被当地官府所容。
约在1856年长老会开始在潮州城区传教，后迁分司后巷，再迁于猴洞，最后在南堤顶建教堂，后毁于1918年南澳大地震。1922年开始另在万寿宫建教堂。1924年教堂落成，举行献堂礼。此后长老会开始向意溪等乡镇发展。
1880年（清光绪六年）美国浸信会传入海阳县与饶平县，1894年（清光绪二十年）传入府城，美国教士金士督在潮州笔架山建造两座牧师楼，并先后在城区马王庙、十八曲等地创办宣道所。1906年在西马路建教堂，命名“讲书堂”。后又把讲书堂改建成2层楼房，易名“城中堂”。1948年，浸信会开始向农村发展。
1907年（清光绪三十三年）基督复临安息日会的康牧师和麦牧师到府城传教，同年黄希荣长老在十八曲巷建安息日会教堂。
1958年以后，原长老会、浸信会、安息日会三教派在昌黎路万寿宫的中华基督教堂联合举行礼拜。
1966~1976年文化大革命期间，教会受到冲击，教堂被封闭，教徒、神父、修女和牧师受到迫害。
在文革后，潮州市基督教会于1983年复堂，三教派信徒联合在原城中堂过正常宗教生活，并把城中堂改名为“市区堂”。当时在市区仅存一座面积180平方米的教堂，且属于百余年的破旧老堂。于是，教会决定兴建新堂，并得到了政府的支持。
1999年9月25日，潮州市基督教会在湘桥区凤园路举行新教堂“恒爱堂”奠基仪式。恒爱堂于2000年圣诞节献堂，遂成潮州市基督教会市区主教堂。原城中堂便成为部分家住老市区的年迈信徒过宗教生活的市区分教堂

。

## 建筑
恒爱堂总占地面积4995平方米，建筑面积3150平方米，可容纳1千多人同时做礼拜。
恒爱堂二期综合楼近期已经建成，建筑面积4555平方米，配套办公室、会议室、祈祷室、活动室、图书室、圣乐教室等。

## 管理
恒爱堂设立堂务委员会，委员通过民主选举产生，堂委会下设义工组25个，有200百多人的义工队伍，负责教堂的日常运作。
恒爱堂现有三位驻堂牧师，一位义工牧师，二位教士，担负着恒爱(主)堂和市区堂的教牧事工。
恒爱堂曾获广东省民族宗教事务委员会评定为“广东省模范宗教活动场所”。